# Reculver
Reculver es un pueblo y una ciudad costera situada unas 3 millas (5 km) al este de Herne Bay en el sureste de Inglaterra. Está a unos 30 millas (48 kilómetros) al noreste de la ciudad de Maidstone, y cerca de 58 millas (93 kilómetros) al sureste de Londres.

## Historia
Después de que los romanos dejasen Gran Bretaña a comienzos del siglo V, Reculver se convirtió en un latifundio de los reyes anglosajones de Kent. En el sitio de la fortaleza romana se fundó en el año 669 dC un monasterio dedicado a Santa María, en el que en 760s fue enterrado el rey Eadberht II de Kent. 
Durante la Edad Media, Reculver fue un municipio próspero con un mercado semanal y una feria anual, y fue miembro de la Alianza de los Cinco Puertos. Las torres gemelas de la iglesia se convirtieron en un punto de referencia para los marinos conocido como las "Hermanas gemelas". La fachada del siglo XIX de la Catedral de San Juan en Parramatta, un suburbio de Sídney, es copia de la de Reculver.
Reculver declinó cuando el Canal Wantsum se obstruyó con sedimentos y la erosión costera reclamó a muchos de los edificios construidos en los acantilados de arena suave. El pueblo fue abandonado en gran parte en el siglo XVIII, y la mayor parte de la iglesia fue demolida en el siglo XIX. La protección de las ruinas y los restos de Reculver de la erosión es un desafío permanente.
El siglo XX vio un renacimiento debido a la industria turística y en la actualidad hay tres parques de caravanas. El censo de 2001 registró 135 personas en el área de Reculver, casi una cuarta parte de los cuales estaban en dichas caravanas. Reculver Country Park es un Área de Protección Especial importante para las aves migratorias y un Sitio de Especial Interés Científico.

## Imágenes

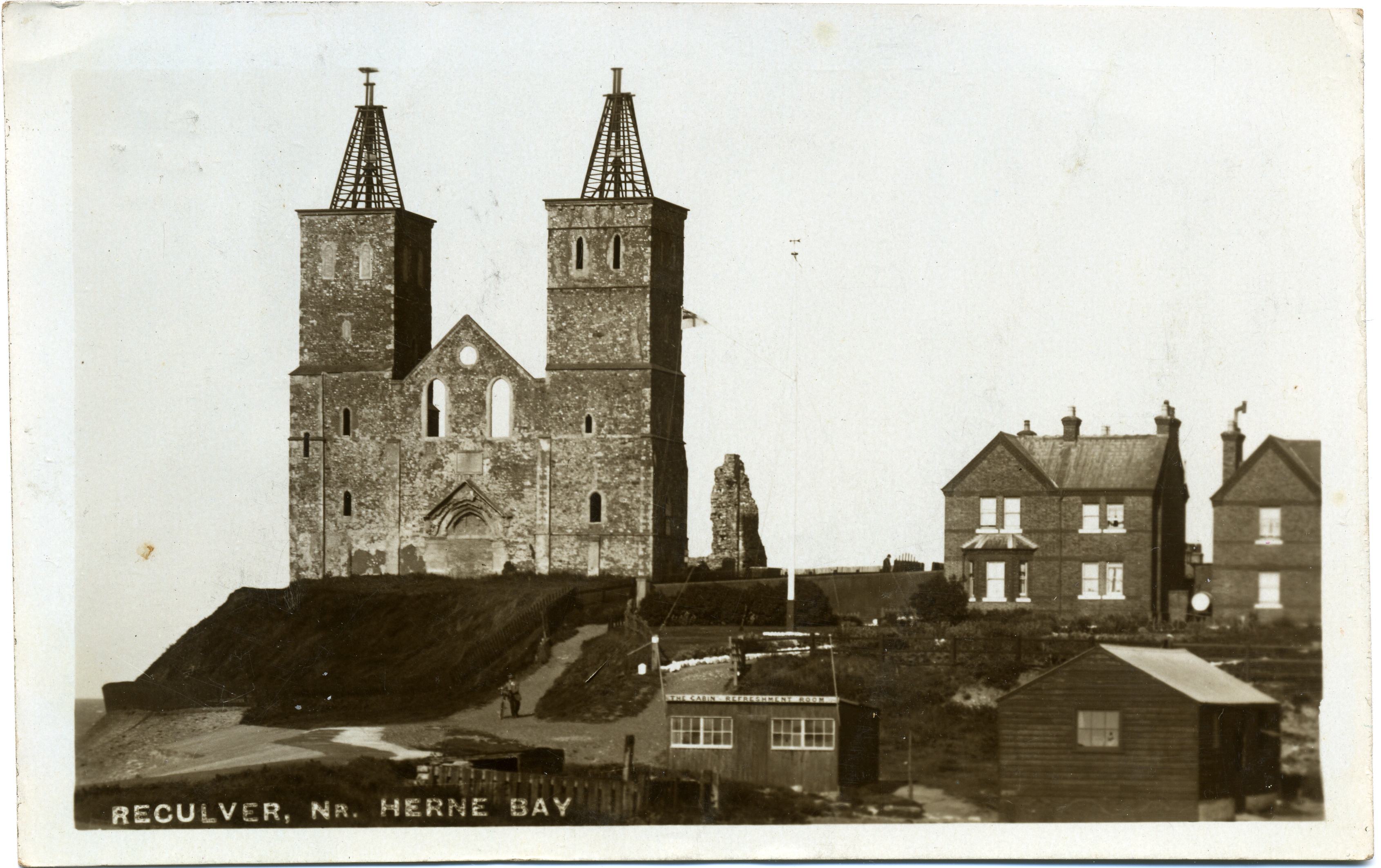
El pueblo de Reculver, en una tarjeta postal del año 1913.
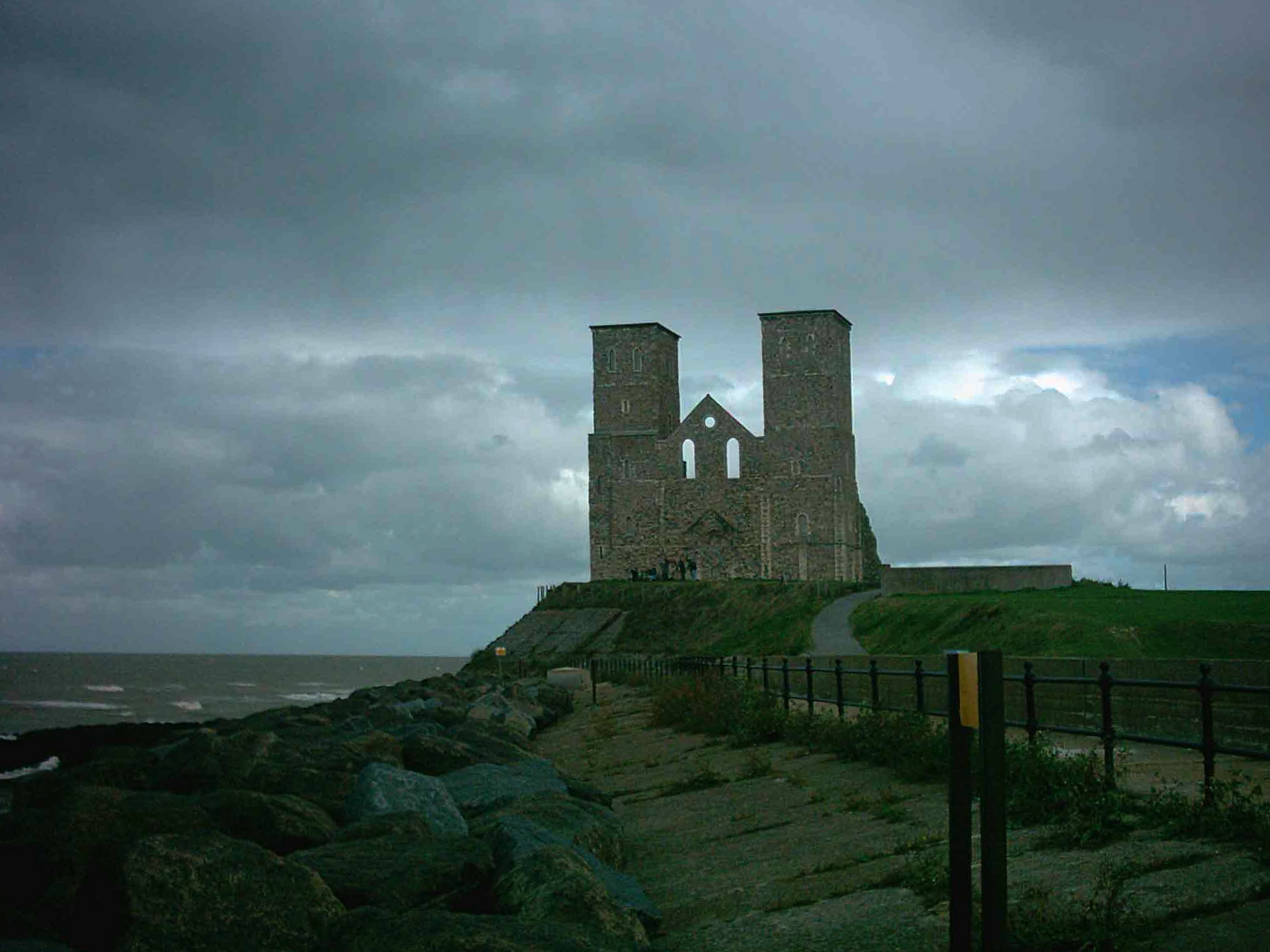
Una vista de la iglesia de Reculver en 2005.